# Bewahrung der Schöpfung

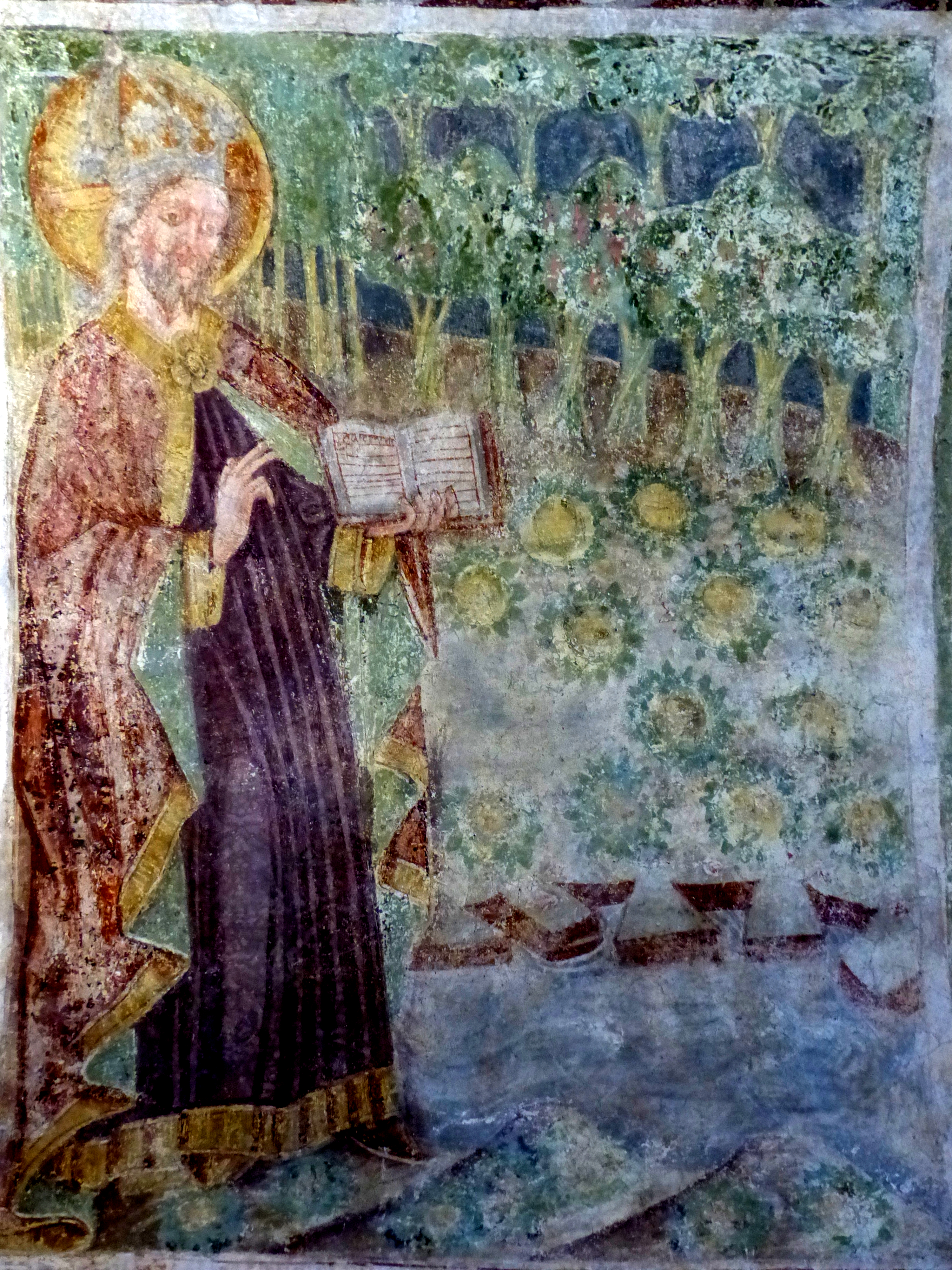
Schöpfung nach Genesis 2 – Fresko aus der Dreieinigkeitskirche in Hrastovlje Slowenien aus dem Jahr 1475 von Johann von Kastav

Bewahrung der Schöpfung ist ein biblisch motiviertes und religiös orientiertes Motto, das seit den 1980er Jahren in den ethischen Diskurs und in die Zielvorstellungen zahlreicher christlicher Friedens- und Umwelt-Initiativen Eingang gefunden hat. Auslöser war der Konziliare Prozess, der auf der VI. Vollversammlung des Ökumenischen Rates der Kirchen (ÖRK) in Vancouver (Kanada) 1983 seinen Anfang nahm.
Das Wort Bewahrung erinnert an die Verantwortung des Menschen für seine Umwelt, während der Begriff Schöpfung neben seinem metaphysischen Inhalt auch den Gedanken einer gemeinsamen, christlich geprägten Welt der Menschheit und aller Lebewesen ausdrückt.
1986 organisierte der britische Prinz Philip, Duke of Edinburgh, zwischen 1981 und 1996 Präsident des World Wildlife Fund, ein Gipfeltreffen mit Führern der fünf großen Weltreligionen Buddhismus, Christentum, Hinduismus,  Islam und Judentum. Sie diskutierten, „welchen Beitrag der Glaube zur Bewahrung der Natur leisten könne.“

## Wurzeln in der hebräischen Bibel

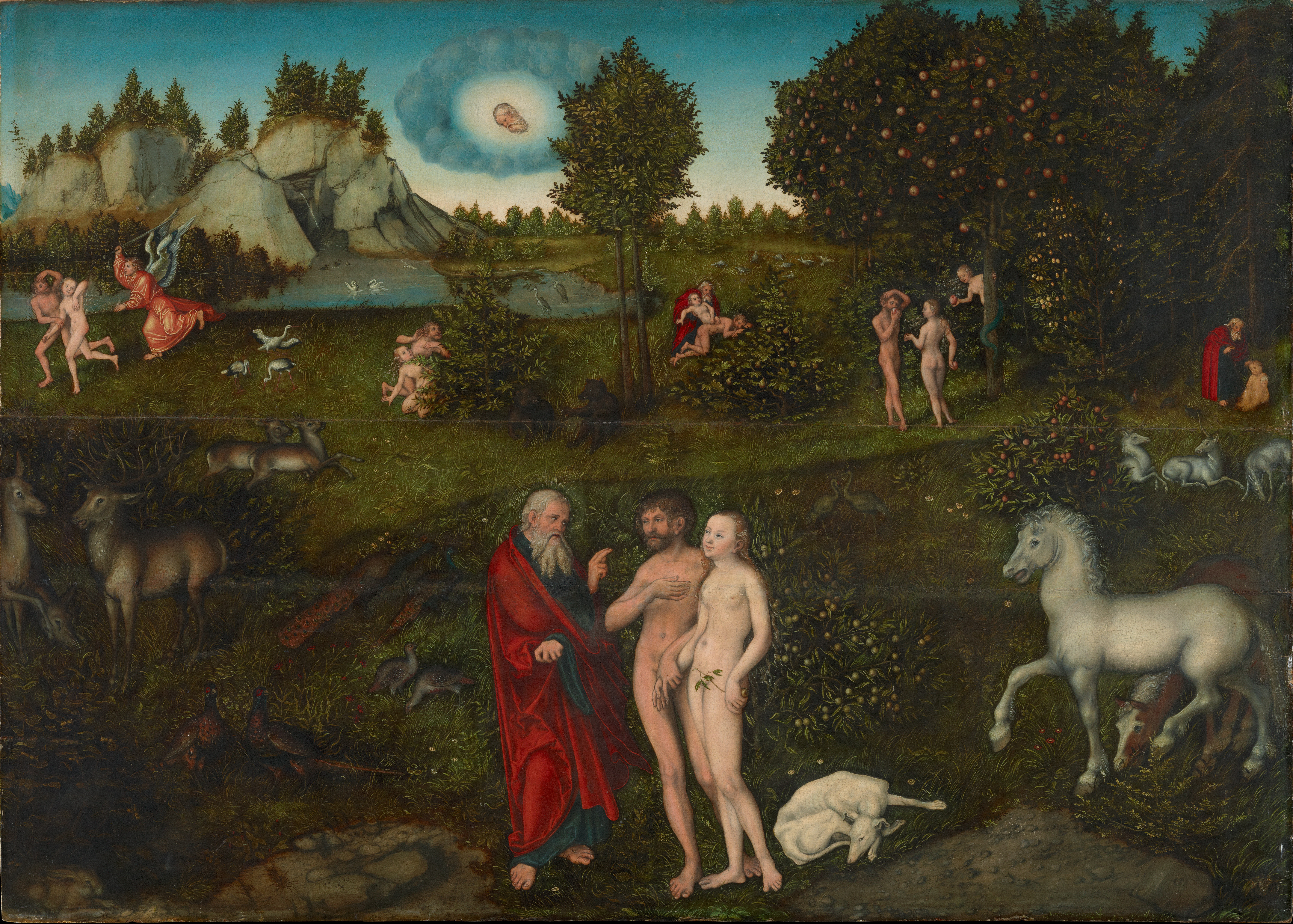
Die Schöpfung als ein Urgarten leuchtet in der Genesis als Bild vom Garten Eden auf. Die Schöpfung als ein von Gott geschaffener Garten soll durch das Mittun des Menschen nicht nur kultiviert und bewohnt, sondern auch achtsam bewahrt werden

Nach übereinstimmendem jüdisch-christlichem Glaubenszeugnis sind die Natur, das Universum und der gesamte Kosmos eine Schöpfungstat Gottes. Mit diesem Bekenntnis beginnt die Hebräische Bibel, für Christen auch das Alte Testament. Dessen erstes Buch hat den Titel Genesis (Entstehung) erhalten.
Eine zentrale biblische Stelle findet sich deshalb am Anfang der Bibel. Dort wird der Mensch aufgerufen, den Garten Eden „zu bebauen und zu bewahren“ (1. Mose 2,15 ).
Die Erde ist in diesem Sinne dem Menschen anvertraut, um sie im Auftrag des Schöpfers zu hegen und zu pflegen und gleichzeitig ihre Potenziale zu entwickeln. Gefordert ist von Seiten des Menschen ein gärtnerischer Umgang mit der Natur. Durch die Sonderstellung des Menschen als Ebenbild Gottes, wie sie in der biblischen Schöpfungsgeschichte und in Schöpfungspsalmen dargelegt ist, kommt dem Menschen die von Gott übertragene Verantwortung zu, die Schöpfung zu bewahren und sie treuhändisch zu verwalten.
Der Mensch erscheint als kreatives Geschöpf unter anderen Mitgeschöpfen. Dieser Schöpfungsauftrag beinhaltet darüber hinaus die Beauftragung, die Erde zu kultivieren und sie zu einem für alle Menschen bewohnbaren Lebensraum einzurichten. Der schonende Umgang mit den natürlichen Ressourcen der Erde ist im Alten Testament als Ethik verankert.

## Initiativen, Arbeitsgruppen und Preise

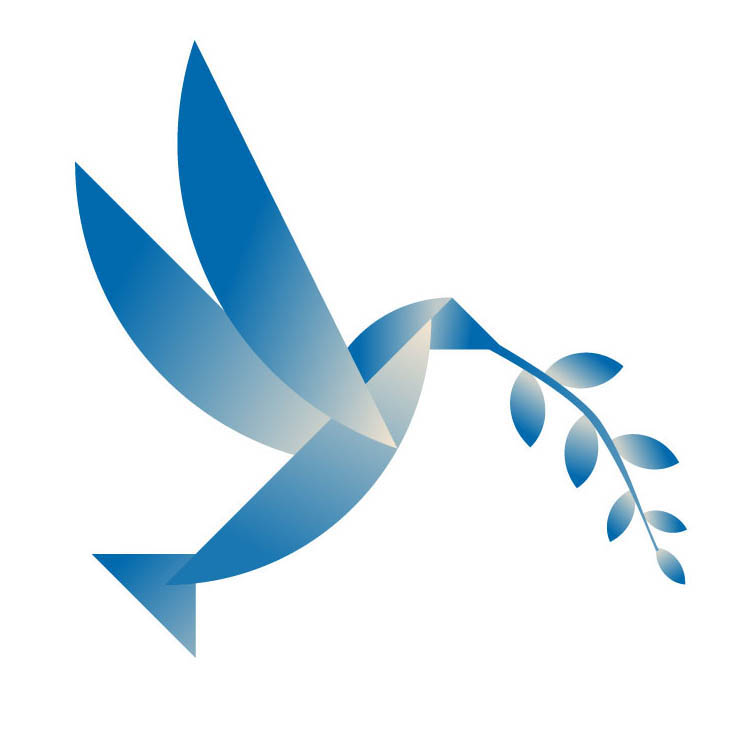
Logo des Bremer Friedenspreises, der an Personen und Initiativen geht, die sich besonders um Gerechtigkeit, Frieden und die Bewahrung der Schöpfung verdient gemacht haben

Das Motto kennzeichnet unter anderem folgende Initiativen:
- Bremer Friedenspreis
- Vogelschutz-Reservate „Bewahrung der Schöpfung“ im Rhônedelta
- Illustrationspreis für Kinder- und Jugendbücher
- Kardinal-König-Preis
- Ökumenische Versammlung für Gerechtigkeit, Frieden und Bewahrung der Schöpfung in der DDR
- Europäische Ökumenische Versammlung
- Friedensdekade der Ökumene
- Arbeitskreise und Initiativen, die das Motto im Namen führen (Kölner Polizei, Solarenergie, Bistum Würzburg, katholische Landjugend und Schweizer Informationsplattform)

## Bahaitum
Für Bahai ist ein Leben in Frieden und im Einklang mit der Natur wichtig, um die Schöpfung Gottes zu bewahren. Für Bahai ist Gott der Schöpfer des Universums, der auch die Entstehung aller Arten geplant und in die Wege geleitet hat.

## Christentum

### Kirchen im Konziliaren Prozess
Das Motto „Bewahrung der Schöpfung“ beruht bei den Kirchen, die seit 1983 dem  Konziliaren Prozess nahe stehen, auf dem Glauben, dass die Erde und all ihr Leben als Schöpfungswerk Gottes heilig bzw. geheiligt ist. Weil alle Formen des Lebens in Beziehung zueinander und zu Gott stehen, soll diese Schöpfung Gottes bewahrt und achtsam beschützt werden. Der schonende Umgang mit der von Gott erschaffenen Erde und ihrem Leben ist ein traditionelles, aus der jüdischen Zivilisation und Kultur stammendes ethisch-theologisches Anliegen (siehe unten).

#### Gemeinsame Erklärung des Rates der EKD und der Deutsche Bischofskonferenz
1985 formulierten der Rat der EKD und die Deutsche Bischofskonferenz in einer gemeinsamen Erklärung: „Aufgeschreckt durch das offenkundig gewordene Ausmaß der Zerstörung unserer Umwelt und angestoßen durch die moderne Schriftauslegung, befragen wir die Bibel … nach dem gottgewollten Verhältnis des Menschen zu seinen Mitgeschöpfen.“ Dabei stießen die Kirchen auf eine zweite biblische Einsicht in der Genesis, die das Bild des Hirten und seines fürsorglichen Dienstes beleuchtet.
Eine Schlüsselrolle bekam neben dem gärtnerischen Aspekt die Erläuterung der Begriffe kavash und radah (Gen 1,28 ): „Untertanmachen (Genesis 1,28) bedeutet, die Erde (den Boden) mit ihrem Wildwuchs botmäßig, gefügig machen, also Kulturland durch Kultivieren der Erde zu schaffen, wo vorher Wildnis war. Das Herrschen des Menschen über die Tierwelt hebt sich von der Unterwerfung des Bodens … deutlich ab. Es erinnert an das Walten eines Hirten gegenüber seiner Herde …. Gott legt dem Menschen das Leiten und Hegen der Tiergattungen auf (Genesis 1,26.28).“

#### Die zehn Grundüberzeugungen der Oekumenischen Weltversammlung von Seoul
Im Blick auf das Bewahren der Schöpfung wiederholte und vertiefte die Oekumenische Weltversammlung von Seoul in Südkorea 1990, eine Weltkirchenkonferenz, noch einmal als 7. Grundüberzeugung:
„Wir bekräftigen, dass Gott die Schöpfung liebt. Gott, der Schöpfer, ist der Ursprung und der Erhalter des ganzen Kosmos. Gott liebt die Schöpfung […] Da die Schöpfung von Gott ist und seine Güte die ganze Schöpfung durchdringt, sollen wir alles Leben heilig halten […] Wir bekräftigen, dass die Welt als Gottes Werk eine eigene Ganzheit besitzt und dass Land, Wasser, Luft, Wälder, Berge und alle Geschöpfe, einschließlich der Menschen, in Gottes Augen ‚gut‘ sind […]“.
In Entsprechung zu den Zehn Geboten wurden in Seoul „Zehn Grundüberzeugungen“ der christlichen Kirchen verabschiedet, die zusammenfassen, was Christen heute gemeinsam zu sozialethischen Fragen sagen können.

### Kritik

#### Evangelikalismus
Diese Interpretation der Bibel und die daraus folgende Schöpfungsethik ist keineswegs universell; manche christliche Kirchen mit Nähe zum Evangelikalismus, gerade auch außerhalb Deutschlands, sehen es nicht als Aufgabe von Kirche und Gemeinde, sich beim Umweltschutz zu betätigen.
Für diese Gemeinden ist beispielsweise der Klimawandel, wenn sie dessen Existenz überhaupt anerkennen, ein Wegweiser in Richtung Endzeit. Der aktiv betriebene Umweltschutz gilt als Störfaktor in Gottes größerem Plan. So argumentiert zum Beispiel ein Pastor der Northland Bible Baptist Church im US-Bundesstaat Minnesota in seiner Predigt:
„Einige Leute denken, dass wir den Planeten retten können, indem wir unseren Lebensstil ändern. Aber es wird nicht unsere Industrie sein, die uns zerstört, es werden nicht unsere Autos sein oder unsere Waffen oder unsere CO2-Emmissionen [sic]. Wer an Gott glaubt, macht sich keine Sorgen um die Erderwärmung. Denn die Zukunft dieses Planeten ist allein in Gottes Hand, nicht in eurer.“

#### Katholische Kirche in den Vereinigten Staaten
Aber auch andere christliche Konfessionen tun sich in den Vereinigten Staaten damit schwer. Der Erzbischof von Washington, Donald Kardinal Wuerl, hatte 2015 bereits vor Erscheinen der päpstlichen Enzyklika Laudato si’, die das Bewahren der Schöpfung eingehend thematisiert, geäußert, Umweltschutz sei gewiss wichtig, er dürfe allerdings „die wirtschaftliche Entwicklung nicht gefährden“.

#### Unschärfen
Die christliche Religion, eine der Mission, der Kultobjekte und des Glaubens, legt im Konziliaren Prozess das Augenmerk darauf, die Welt so, wie sie von Gott vollendet erschaffen wurde, zu erhalten, auch für spätere Generationen.
Hierbei wird allerdings nicht immer deutlich, in welchem Zustand die Schöpfung erhalten werden soll und aus wessen Perspektive betrachtend geurteilt wird. Bei diesem Motto wird aber nicht klar, ob damit die Perspektiven der westlichen, christlich geprägten Zivilisationen mit Globalisierung, der Klimaänderung und dem Atomzeitalter maßgeblich sind, oder ob die Schöpfung in einem Zustand der Postindustrialisierung, in einem naturnäheren, mystischen Zustand, vergleichbar dem dunklen Mittelalter (siehe Aufblühen der Mittelalterfeste, Wallfahrten in Europa) oder anders unter globaler christlicher Hoheit, der Weltmission erhalten werden soll.

## Mutter Erde

Zitate aus der Rede des Häuptlings Seattle, die sich zum Teil mit den Impulsen der Bewegung Bewahrung der Schöpfung verbanden

Die Umweltbewegung im letzten Drittel des 20. Jahrhunderts weitete den indianischen Sammelbegriff der Mutter Erde auf viele indigene Völker aus und machte die „irgendwie heilige“ Mutter Erde (im Sinne der gesamten Biosphäre) zu einem mystisch-romantisch verklärten Symbol für den nachhaltigen Umgang mit der Welt. Dies war ursprünglich profan, führte jedoch nachträglich zu neuen spirituellen Verknüpfungen und auch zu einer Nähe im Blick auf das Bewahren der Schöpfung.
Für das Evangelische Gesangbuch hat Stefan Vesper 1978 den Kanon »Jeder Teil dieser Erde« aus einer dem Häuptling Seattle zugeschriebenen Rede vertont. Der Kanon ist veröffentlicht in den Regionalteilen Rheinland-Westfalen-Lippe (Nr. 672), Hessen (Nr. 635) und Bayern-Thüringen (Nr. 655).
Jeder Teil 
dieser Erde 
ist meinem Volk heilig.
Mit solchen und anderen Liedern kam es zu einer interreligiösen Aufweitung des Auftrages zum Bewahren der Schöpfung, die die rein biblischen Horizonte überschritten.

## Judentum
Im Judentum gibt es die Vorstellung der Tikkun olam (hebräisch תיקון עולם Reparatur der Welt,Verbesserung der Welt oder Reparieren der Erde), was sich traditionell eher auf soziale Fragen bezog. In neuerer Zeit wird dies zum Teil auch im Sinne von Umweltschutz und Wiederaufforstung verstanden.
Dies ist vergleichbar mit der Wendung Bewahrung der Schöpfung, ist jedoch mehr als nur bloßes Motto. Das Judentum als eine Religion der Zeit und der Tat versteht sich als von Gott aufgerufen, die Schöpfung zu vollenden und auch zu heilen.
Der Tanach enthält älteste Schriften, die Tora vertritt von alters her Gebote, die als Umweltschutz und gegen Raubbau interpretiert werden können; zum Neujahrsfest der Bäume werden Bäume gepflanzt. Der jüdische Festkalender ist erheblich durch den natürlichen landwirtschaftlichen Jahreslauf bestimmt.

## Lieder
Von Traugott Wettach gibt es aus dem Jahr 1976 ein mehrstrophiges Kirchenlied im Evangelischen Gesangbuch Württemberg unter der Nummer 654 (Bayern und Thüringen 652), das den Kerngedanken der Bewegung Bewahrung der Schöpfung entfaltet. Der Refrain lautet:
Du schufst, Herr, unsre Erde gut, 
denn die Erde ist ja dein! 
Sie zu bewahren, gib uns Mut, 
denn die Erde ist ja dein!

## Wirkungsgeschichte

### Umweltschutzgesetz
Der Gedanke des Bebauens und Bewahrens der Schöpfung steckt mit den Worte „schützen“ und „erhalten“ letztlich auch hinter dem Schweizer Umweltschutzgesetz (USG) von 1985. Das Gesetz definiert in Artikel 1 das Ziel, „Menschen, Tiere und Pflanzen, ihre Lebensgemeinschaften und Lebensräume gegen schädliche oder lästige Einwirkungen schützen sowie die natürlichen Lebensgrundlagen, insbesondere die biologische Vielfalt und die Fruchtbarkeit des Bodens, dauerhaft erhalten.“ Die Zielsetzung ist in dieser Form seit 1. Januar 2004 in Kraft.

### Allgemeine Erklärung der Menschenpflichten
Die Allgemeine Erklärung der Menschenpflichten von 1997 durch das InterAction Council nimmt indirekt das Anliegen, das hinter dem Motto „Bewahrung der Schöpfung“ steht, auf, indem dort als Richtlinie formuliert ist:
Die Ehrfurcht vor dem Leben beschränkt sich in dieser Erklärung nicht auf das menschliche Leben, sondern schließt Tiere, Pflanzen, den Erdboden, das Wasser und die Luft mit ein. Die Menschen sollen Sorge dafür tragen, dass die Natur und die Mitgeschöpfe geschützt und erhalten werden.

### Erd-Charta
Gleiches gilt für die Erd-Charta aus dem Jahr 2000 im Blick auf die dort – neben weiteren Themen – formulierten drei Grundanliegen:
1. Die Fülle und Schönheit der Erde für heutige und zukünftige Generationen sichern.
2. Die Ganzheit der Ökosysteme der Erde schützen und wiederherstellen, vor allem die biologische Vielfalt und die natürlichen Prozesse, die das Leben erhalten.
3. Schäden vermeiden, bevor sie entstehen, ist die beste Umweltpolitik. Bei begrenztem Wissen gilt es, das Vorsorgeprinzip anzuwenden.

## Religionsunterricht
Im Religionsunterricht und in den entsprechenden Lehr- und Bildungsplänen ist der Begriff inhaltlich verwurzelt:
„Die Schülerinnen und Schüler können an Beispielen aus ihrem Lebensumfeld beschreiben, dass der Umgang mit der Schöpfung und den Mitmenschen ethisch herausfordert. Sie können biblische Weisungen zum Umgang mit der Schöpfung und den Mitmenschen erläutern. Sie können Möglichkeiten beschreiben, in ihrem Umfeld Verantwortung für das Zusammenleben und für die Bewahrung der Schöpfung zu übernehmen“.
Es wurde deutlich, dass Kriege und Umweltzerstörung zur Vernichtung der Schöpfung führen können. So wurde das Stichwort „Bewahrung der Schöpfung“ über die Konfessionsgrenzen hinweg auch an Bildungsstätten und Schulen zu einem zentralen Thema. Gleiches gilt für den Konfirmandenunterricht.

## Künstlerische Verarbeitung
Das Oratorium Laudato si’, komponiert vom Kirchenmusiker Peter Reulein auf ein Libretto von Pater Helmut Schlegel OFM, am 6. November 2016 uraufgeführt, berührt wesentliche Aspekte des Themas Bewahrung der Schöpfung.

## Siehe auch

Einige der 17 Ziele für nachhaltige Entwicklung von 2016 waren auch schon 1983 zu Beginn des Konziliaren Prozesses formuliert. Bewahrung der Schöpfung bleibt ein aktuelles ethisches Ziel auch in den neueren Programmen und Konzepten